# Bell X-2 Starbuster
Bell X-2 Starbuster – eksperymentalny samolot amerykański zbudowany w celu zbadania charakterystyk lotu w zakresie prędkości od 2 do 3 Ma oraz wpływu bariery cieplnej na płatowiec.

## Historia rozwoju
Zapewnienie stateczności i właściwej sterowności samolotu lecącego z prędkościami dużo wyższymi niż prędkość dźwięku było tylko jednym z wielu problemów napotkanych podczas doświadczeń w lotach z prędkościami rzędu 3 Macha. Przy prędkościach tego rzędu bardzo ważną okazała się tzw. bariera cieplna, czyli poważne nagrzewanie się maszyny na skutek tarcia aerodynamicznego.
Bell X-2 skonstruowany ze stali nierdzewnej i stopów miedzi i niklu, napędzany dwukomorowym silnikiem rakietowym XLR25 o ciągu regulowanym od 11 do 67 kN, oraz skośnymi skrzydłami, był przystosowany do działań w tak ekstremalnych warunkach. Był również zdolny do lotu powyżej mierzalnych granic atmosfery, na granicę przestrzeni kosmicznej.

## Historia użycia
Pierwszy lot samolotu X-2 wyniesionego przez zmodyfikowany bombowiec Boeing B-50 Superfortress, bez użycia silników odbył się 27 czerwca 1952 roku. Na skutek lądowania w terenie przygodnym samolot został uszkodzony co opóźniło wykonanie drugiej próby aż do 8 października. Podczas prób z silnikiem w locie na uwięzi pod bombowcem B-50 w 1953 roku ten sam egzemplarz został utracony w wyniku eksplozji paliwa. Poważnym uszkodzeniom uległ również samolot nosiciel, a pilot X-2 Jean L. „Skip” Ziegler i jeden z członków załogi B-50 zginęli.

Udany lot z użyciem silnika został wykonany po raz pierwszy na drugim egzemplarzu samolotu X-2 18 listopada 1955 roku. Pod koniec lipca następnego roku ta sama maszyna ustanowiła rekord prędkości wynoszący 3050 km/h (2,87 Ma). Ostatecznie X-2 spełnił pokładane w nim nadzieje, chociaż nie bez problemów. Przy dużych prędkościach stery maszyny były bardzo mało skuteczne, a ponadto dalsze badania w tunelu aerodynamicznym i doświadczenia z lotów dowiodły, że samolot może stracić stateczność przy prędkościach rzędu 3 Ma.
7 września 1956 roku po raz pierwszy w historii osiągnięto na X-2 pułap 30500 m, a w najwyższym punkcie chwilowo 38466 m. W 20 dni później, 27 września, pilotujący X-2 Milburn G. „Mel” Apt, poinstruowany, aby lecieć po optymalnej trajektorii, stał się pierwszym człowiekiem, który osiągnął prędkość trzykrotnie przekraczającą prędkość dźwięku. Maksymalna zmierzona prędkość wyniosła 3370 km/h, czyli 3,2 Ma na pułapie 19 960 m. Lot ten nie zakończył się jednak szczęśliwie, gdyż pilot chwilę po osiągnięciu rekordowej prędkości wykonał zakręt, manewr niewskazany przy prędkościach około 3 Ma. Stało się tak prawdopodobnie na skutek błędu wskazań instrumentów pokładowych lub błędu pilota. Ostatecznie pilot stracił sterowność nad samolotem i nie będąc w stanie jej odzyskać rozbił się. Chociaż dane zebrane podczas tego lotu były bardzo cenne, dostarczając informacji o warunkach temperaturowych, aerodynamice wysokich prędkości i warunków lotu na dużych pułapach, ze względu na tragiczny finał projekt zawieszono. Badania nad wysokim prędkościami wznowiono dopiero po skonstruowaniu samolotu rakietowego North American X-15.

## Program lotów
W programie X-2 brały udział dwie maszyny, które wykonały łącznie 20 lotów od 27 czerwca 1952 do 27 września 1956 roku.
- 46-674 — 7 lotów bez użycia silnika, 10 lotów z napędem na uwięzi, utracony w wybuchu.
- 46-675 — 3 loty z napędem, utracony podczas testów.